# Leopoldo Buteler
Leopoldo Buteler (* 22. April 1882 in Los Molinos, Departamento Calamuchita, Argentinien; † 22. Juli 1961 in Sampacho, Departamento Río Cuarto, Argentinien) war Bischof von Río Cuarto.

## Leben
Leopoldo Buteler studierte Geisteswissenschaften, Philosophie und Theologie am Priesterseminar in Córdoba und empfing am 17. Juni 1905 die Priesterweihe durch Bischof Zenón Bustos y Ferreyra für das Bistum Córdoba.
Papst Pius XI. ernannte ihn am 8. Januar 1932 zum Titularbischof von Tinum und zum Weihbischof im Bistum Córdoba. Die Bischofsweihe spendete ihm Fermín Emilio Lafitte, Bischof von Córdoba, am 5. Juni 1932; Mitkonsekratoren waren Miguel de Andrea, Weihbischof in Buenos Aires, und Ramón Harrison Abello OdeM, Bischofsprälat von Bom Jesus do Piauí in Brasilien.
Am 13. September 1934 wurde er durch Papst Pius XI. zum ersten Bischof des neugegründeten Bistums Río Cuarto ernannt. Die Amtseinführung fand am 21. März des folgenden Jahres statt.